# Dona Rosa
Rosa Francelina Dias Martins, conhecida artisticamente por Dona Rosa (Porto, em 1 de Fevereiro de 1957), é uma cantora portuguesa.

## Biografia
Dona Rosa nasceu no Porto, num meio familiar miserável, de uma familia com vinte e três irmãos e que vivia da esmola, cegou aos quatro anos na sequência de uma meningite que apanhou como causa dessa pobreza.
A família, sem posses para sustentar uma criança cega, incentiva-a a tomar contacto com o reportório tradicional de canções portuguesas e a actuar em locais públicos como tascas e cafés, para pedir esmola como forma de sobrevivência, assim pediu desde a infância nas ruas para sobreviver e fez a quarta classe.
Como nunca foi muito bem aceite pela mãe, que teria ficado paralisada no seguimento da meningite que a cegou, foi internada num asilo de freiras, assim a deficiência deu-lhe, porém, acesso ao que de outro modo não aspiraria, mais alguns estudos, até perto dos vinte anos frequentou algumas escolas especiais, primeiro em Lisboa, depois no Porto e à medida que, sem a família para poder ajudá-la ia aprendendo a safar-se sozinha.
Quando chegou a altura de se ir embora e que deveria supostamente ir para junto da família, nunca a chegou a ver, pois apanhou um taxi até Ovar e depois um comboio até Lisboa.
Passou a ter cedo a solidariedade da comunidade cega lisboeta na grande cidade e a vida de rua tornou-se numa forma de ganha-pão, através da venda de revistas, alamanaques, calendários e talões de lotaria, que começou a vender com vinte e um anos e quando o rendimento não chegava de esmola.
Aos trinta anos tornou-se cantora de rua, depois da sugestão de alguém para que use a sua voz como forma mais eficaz de conseguir rendimento, mas este facto só se tornou rotineiro depois de lhe terem roubado o maço de cautelas, deu-se assim um incentivo inesperado para fazer do canto sobrevivência e que fez com que deixasse de vender lotarias, desde aí, as ruas de Lisboa familiarizaram-se com as suas actuações, o que aconteceu durante mais de vinte anos.
Até ao dia em que estava a cantar na Rua Augusta e um austríaco parou para a ouvir e fica impressionado e intrigado com a sua performance que o arrepiaria nessa visita turística que efectuava a Lisboa, passado uns tempos, a vida de Dona Rosa dá uma reviravolta quando o tal austríaco, André Heller, artista multimedia austríaco, e que dirigia uma produção televisiva sobre vozes espirituais do mundo (intitulada Vozes do Mundo), anos mais tarde, enviou a Lisboa quem a capturasse, incentivando assim a sua descoberta para um programa televisivo sobre música do mundo, esta é então encontrada e surge o convite para ir cantar a Marrocos, hesita porque não sabia porque tinha sido escolhida mas acaba por aceitar e participa no dito programa com uma produção musical em Marrakech que a leva a conhecer o Coro das Vozes Bulgaras com quem a cantora viria a colaborar.
Em pouco tempo, a rotina de vida de Dona Rosa muda radicalmente, assim de pedinte cega descoberta na Rua Augusta entra nos circuitos da World Music, e percorreu os palcos do mundo, de Amesterdão a Istambul, do Reino Unido à China e de Viena a Paris, com mais de duzentos e cinquenta concertos realizados, passando a integrar um circuito artístico ao vivo, acompanhada por um quarteto, que se intitula Grupo de Amigos da Dona Rosa, a sua projecção no exterior do país é comparável à dos mediáticos Dulce Pontes, Madredeus ou Mariza.
Essa foi a acendalha, com os olhos internacionais em cima, o fogo que toda a vida ardeu dentro de Dona Rosa passou a ver-se, assim a Jaro, editora alemã, não perdeu tempo e já lhe lançou três discos: Histórias da Rua (2000), Segredos (2003) e Alma Livre (2007), sendo que o seu disco chegou a atingir o nono posto da Tabela europeia de World Music.
Em Portugal a sua projecção é menor e mais selecta, mas já actuou nos Auditórios da Fundação Calouste Gulbenkian e do Centro Cultural de Belém, no Café-Teatro Santiago Alquimista em Lisboa e noutras cidades do país como Guarda (onde se estreou a cantar) e Porto a sua cidade natal.
Mas nem por isso a sua vida mudou muito, acompanhada apenas pelos ferrinhos, Dona Rosa continua esporadicamente e quando lhe apetece a cantar na rua, ao mesmo tempo que vende os seus CD´s e assim vai continuando no seu pouso habitual, na Rua Augusta, com um CD pendurado na camisola, à espera que caia uma moedinha na caixa de esmolas ou que alguém queira comprar os seus discos, mas se o faz é porque já faz parte dela, há também o factor humano, a solidão de quem desde cedo foi obrigada a ser independente, apagada com conversas de circunstância estabelecidas com os transeuntes e encontrando pessoas que se tornaram suas amigas e conhecidas pelos vinte anos que passou a cantar na rua.
Assim consegue comunicar, conviver e falar, espantando a solidão, na rua desforra-se a falar com as pessoas, treina a voz e vende uns CD´s e como não tem familia, as épocas festivas passa-as na rua, procurando consolo nos cumprimentos e saudações dos transeuntes, bem como o carinho de quem manifesta saudades suas e pergunta "o que é feito de si?" e "Há quanto tempo não a via!", ou de outros que guardam todos os seus recortes de imprensa e gravam os programas televisivos onde dá o ar da sua graça.

## Discografia
- 2007 — Alma Livre
- 2003 — Segredos
- 2000 — Histórias da Rua